# Paula Markovitch
Paula Markovitch (* 28. Mai 1968 in Buenos Aires) ist argentinische Filmregisseurin und Drehbuchautorin. Sie lebt und arbeitet in Mexiko.

## Biografie
Paula Markovitch kam 1968 in Buenos Aires zur Welt. 1976, acht Jahre nach ihrer Geburt, kam es in Argentinien zum Umsturz der Regierung und unter Jorge Rafael Videla zur Errichtung einer Militärdiktatur. Zur selben Zeit übersiedelte Markovitchs Familie nach San Clemente del Tuyú, wo sie bis zu ihrem zwölften Lebensjahr lebte. Nach einem erneuten Umzug nach Córdoba begann sie sich dem Schreiben von Gedichten, Erzählungen und Theaterstücken zu widmen. Im Alter von 22 Jahren emigrierte Markovitch nach Mexiko. Sie studierte Film und Literatur.
Mitte der 1990er Jahre begann Markovitch als Drehbuchautorin im mexikanische Kino und Fernsehen Fuß zu fassen. Ersten Erfolg erntete sie mit ihrem Skript zu Carlos Carreras Spielfilm Sin remitente (1995). Das Drama um einen einsamen, alten Postbeamten (gespielt von Fernando Torre Laphame), der aus Rache gefälschte Liebesbriefe von seiner Nachbarin erhält, konkurrierte 1995 im Wettbewerb der Internationalen Filmfestspiele von Venedig und wurde 1996 mit vier Premios Ariel ausgezeichnet. Markovitch selbst erhielt 1998 für Elisa antes del fin del mundo (1997) eine Nominierung für den bedeutendsten Filmpreis Mexikos. Das Krimidrama folgt einem naiven zehnjährigen Mädchen, das zu einem Bankraub angestiftet wird, um den finanziellen Ruin der Eltern abzuwenden.
Nach weiteren Arbeiten für Serien oder Dokumentarfilme folgte 2007 das Skript zu Enrique Begnes’ preisgekröntem Beziehungsdrama Dos abrazos. Auch arbeitete Markovitch als Drehbuchautorin zweimal erfolgreich mit Fernando Eimbcke zusammen. Beide konzipierten gemeinsam die Geschichte für Eimbckes international gefeiertem Spielfilmdebüt Mexican Kids – Temporada de patos (2004), der von vier unterschiedlichen Jugendlichen aus Mexiko-Stadt berichtet, die unfreiwillig einen Sonntag gemeinsam in einer Wohnung verbringen. Ähnlich erfolgreich präsentierte sich Lake Tahoe, der 2008 im Wettbewerb um den Goldenen Bären der Internationalen Filmfestspiele von Berlin konkurrierte und den Alfred-Bauer- sowie FIPRESCI-Preis gewann. Der Film stellt einen Jungen (gespielt von Mexican Kids-Darsteller Diego Cataño) in einer Provinzstadt auf der mexikanischen Halbinsel Yucatán in den Mittelpunkt, der lust- und ziellos nach einem Ersatzteil für seinen demolierten Wagen sucht. Der film-dienst bemerkte mitunter fast surreale Brüche und kuriose Wendungen in einem nahezu dialoglosen Plot, rezensierte Lake Tahoe aber trotzdem als eine „beeindruckende Meditation über die Konfrontation mit dem Tod, die nicht in Melancholie ertrinkt, sondern zurück ins Leben findet.“
Parallel zu ihrer Arbeit als Drehbuchautorin realisierte Markovitch 1999 mit Perriférico ihren ersten Kurzfilm, in dem Diego Luna eine der Rollen bekleidete. Dieser brachte ihr eine Einladung in den Wettbewerb des kanadischen World Film Festivals ein. Nach einem zweiten Kurzfilm (Música de ambulancia, 2009) legte Markovitch 2011 mit El premio  (deutsch „Der Preis“) ihr Spielfilmdebüt vor, für das sie auch das Drehbuch verfasste. Die semi-autobiografische Geschichte handelt von der kleinen Tochter politischer Dissidenten, die ihre Eltern zur Zeit der Militär-Junta in Argentinien durch einen Aufsatz unbewusst in Gefahr bringt. Markovitch hatte laut eigenen Angaben die Geschichte schon seit circa 20 Jahren verfilmen wollen. Als Drehort wählte sie ihre ehemaligen Wohnort San Clemente del Tuyú aus und vertraute bei der Besetzung auf jugendliche Laiendarsteller. Die vom Instituto Mexicano de Cinematografía (IMCINE) und Berlinale World Cinema Fund unterstützte Koproduktion mit Frankreich und Polen fand 2011 Aufnahme in den Wettbewerb der 61. Filmfestspiele von Berlin, wo diese mit zwei Silbernen Bären für Kamera und Szenenbild ausgezeichnet wurde.
Paula Markovitch lebt in Mexiko. Dort arbeitet sie unter anderem als Dramaturgin und Dozentin am IMCINE. Sie selbst sieht sich trotz ihrer argentinischen Herkunft als Mexikanerin.

## Filmografie

### Drehbuchautorin (Auswahl)
- 1995: Sin remitente
- 1997: Elisa antes del fin del mundo
- 1997: Addiciones (TV-Dokumentarfilm)
- 1998: Al borde
- 2003: Ligerita (Kurzfilm)
- 2004: Mexican Kids – Temporada de patos
- 2007: Dos abrazos
- 2008: Lake Tahoe
- 2009: Música de ambulancia (Kurzfilm)
- 2011: Una pared para Cecilia
- 2011: El premio
- 2021: The Box (La caja)

### Regisseurin
- 1999: Perriférico (Kurzfilm)
- 2009: Música de ambulancia (Kurzfilm)
- 2011: El Premio

## Auszeichnungen
- 1998: Premio-Ariel-Nominierung für Elisa antes del fin del mundo (Kategorie: Bestes Originaldrehbuch)
- 2004: Auszeichnung auf dem Festival Internacional de Cine en Guadalajara für Mexican Kids – Temporada de patos (Bestes Drehbuch – gemeinsam mit Fernando Eimbcke)
- 2009: Auszeichnung auf dem Festival Internacional de Cine de Cartagena für Lake Tahoe (Bestes Drehbuch – gemeinsam mit Fernando Eimbcke)
- 2011: Erwähnung auf dem Internationalen Festival des Neuen Lateinamerikanischen Films Havanna für El premio (Bestes Erstlingswerk)
- 2011: „In Spirit for Freedom Award“ des Jerusalem Film Festival für El premio (Bester Spielfilm)
- 2011: Spezialpreis der Jury auf dem Filmfestival „Goldene Aprikose“ für El premio